# Wacław Wawrzyniak
Wacław Wawrzyniak (ur. 6 września 1894 w Ciświcy, zm. 2 października 1939 w Fordonie) – polski wojskowy i działacz społeczny, burmistrz Fordonu w latach 1921–1939.

## Życiorys
Syn Antoniego i Marii z domu Sip. 
Brał udział w I wojnie światowej, a następnie także w powstaniu wielkopolskim, za co awansowano go do stopnia podporucznika.
W latach 1921–1939 pełnił funkcję burmistrza Fordonu, gdzie aktywnie wspierał rozwój społeczny i gospodarczy. Podczas kampanii wrześniowej pełnił funkcję komendanta wojskowego Fordonu. Został aresztowany i rozstrzelany przez członków niemieckiego Selbstschutzu na rynku fordońskim 2 października 1939 roku w publicznej egzekucji pod murem fordońskiego kościoła. Pochowany na cmentarzu w Starym Fordonie.
Ożenił się z Gertrudą z Kłopotowskich (1903–1970). Miał troje dzieci: Stefana (1922–1963), księgowego, Barbarę (ur. 1926, zamężna Hetman), nauczycielkę i Janusza (ur. 1937), ekonomistę.

## Upamiętnienie
W 2024 jego imieniem nazwano Bulwary Wiślane w Bydgoszczy.